# 曹忠荣

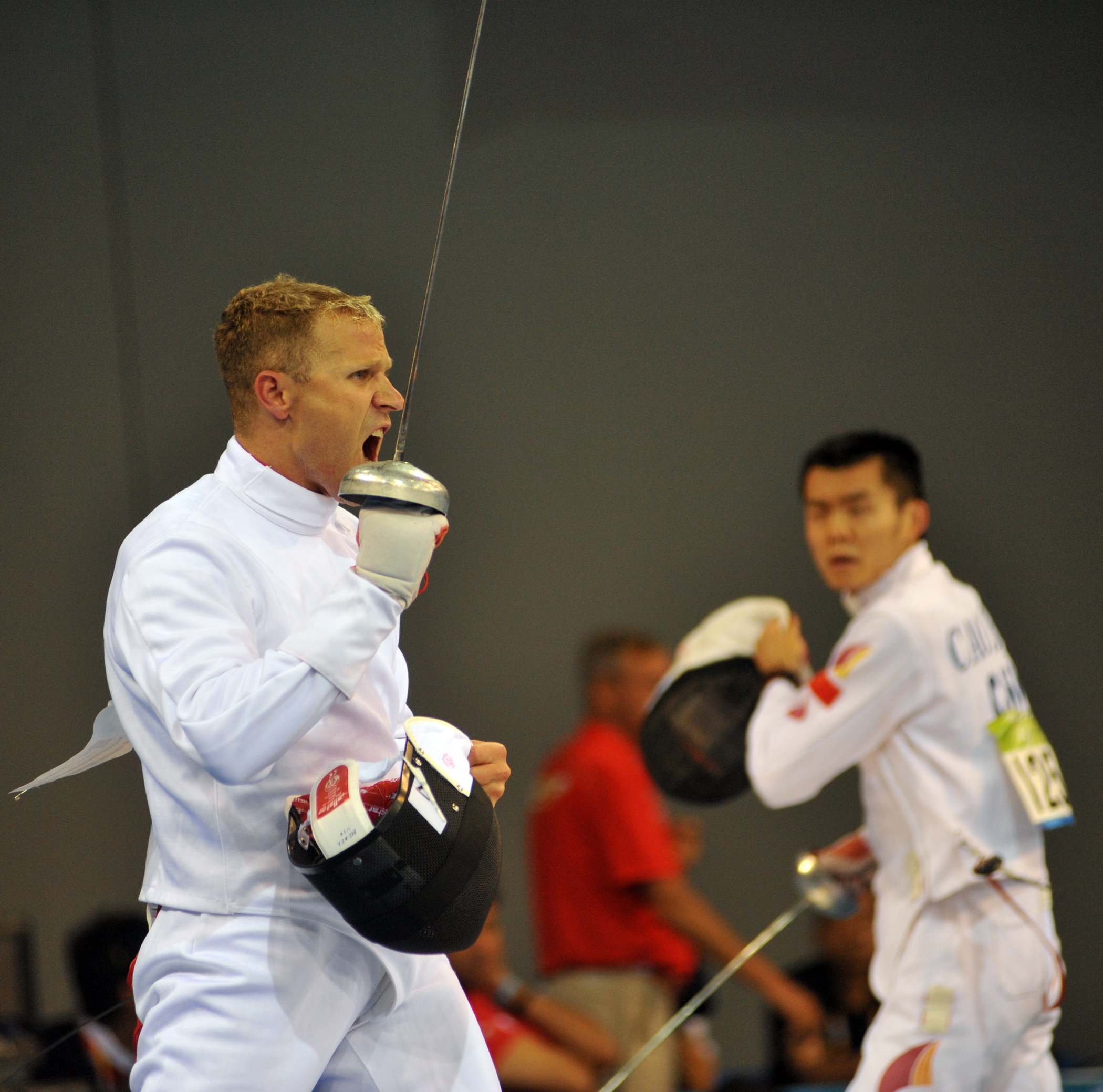
曹忠荣(右)

曹忠荣（1981年11月3日—），上海人，中国男子现代五项运动员。

## 生平
曹忠荣在18岁時进入上海现代五项队，2001年进入国家现代五项队集训。
2006年，曹忠荣获得现代五项世界杯埃及站团体冠军、个人冠军。
2010年，曹忠荣参加广州亚运会现代五项比赛，并获得男子个人金牌和男子团体银牌。同年他还在世界现代五项锦标赛中获得第4名，創下个人最好成绩。
2012年，曹忠荣代表中国出戰英國倫敦舉行的奥林匹克运动会2012年夏季奧林匹克運動會現代五項比賽男子組賽事。在击剑項目中，曹忠荣的表現出色，最终在全部35轮比赛中取得25胜10负，以1000积分位列次席。在游泳比赛中，曹忠荣以1分58秒93的成绩排名第三，總积分則以2376分升上榜首。在马术比赛中，曹忠荣以“Sweet Touch（甜蜜的触摸）”出戰，最終以74秒62完成比赛，但在障碍中被扣120分，總积分則以3456分被反超，退居次席。在最後的跑射联项，曹忠荣在射击环节发挥出色，前两轮以13发10中領先，但最終因体能不繼，在最后冲刺跑时被捷克對手达维德·斯沃博达反超，最終以5904分获得银牌。

## 家庭
妻子苗禕骅也是现代五项运动员，比他小七岁，两人在2013年初领結婚证，同年10月在上海办酒席。